# عدنان جعفر
عدنان جعفر (29 ديسمبر 1949-26 مايو 2024)، هو لاعب كرة قدم عراقي سابق لعب مع منتخب العراق في دورة الألعاب الآسيوية عام 1978، ولعب مع المنتخب الوطني في عام 1978.